# Emiliano Isaza Gutiérrez
Emiliano Isaza Gutiérrez (Sonsón, 8 de junio de 1850-Bogotá, 17 de febrero de 1930) fue un escritor, periodista, historiador, filólogo, político, abogado y diplomático colombiano.

## Biografía
Nació en Sonsón, Antioquia, el 8 de junio de 1850, hijo de Valerio Isaza Ruiz, Senador y Alcalde de Sonsón entre 1852 y 1856, y de Carlota Gutiérrez González. Comenzó sus estudios en La Ceja, para después trasladarse a Medellín, de donde se graduó con título de abogado del Colegio del Estado (Actual Universidad de Antioquia).
Tras graduarse, se trasladó a Bogotá en 1875, donde comenzó a trabajar como profesor en el Colegio Espíritu Santo. En 1887 sirvió como Secretario de la Legación Colombiana en el Vaticano, y como embajador encargado, firmando en tal calidad el Concordato de 1887. Durante la Guerra de los Mil Días sirvió como embajador en Ecuador y entre 1908 y 1909, durante el Gobierno de Rafael Reyes, sirvió como ministro de instrucción pública.
Fue uno de los 12 miembros fundadores de la Academia Colombiana de Historia y colaboró con los periódicos El Tradicionalista, de Miguel Antonio Caro, El Repertorio Colombiano, de Carlos Martínez Silva, y El Correo del Sur, de José María Guingue y Carvalho.
Estaba casado con su prima Ana Gutiérrez Hoyos, con quien contrajo matrimonio en Bogotá el 20 de mayo de 1914. Ana era hija del general Rufino Gutiérrez Isaza, congresista y ministro.

### Estilo de escritura
Perfeccionista con el idioma, acudió a Miguel Antonio Caro y a Rufino José Cuervo para dotar a su Gramática de pureza y elegancia, sus obras hablan de cómo sintió el lenguaje y cuánto quiso enriquecerlo. Fue sobrino del poeta Gregorio Gutiérrez González. Su obra más destacada es la Gramática práctica de la lengua castellana.

## Obras
- Gramática práctica de la lengua castellana (1880).[4]
- Diccionario ortográfico de apellidos y nombres propios de personas, con César Conto Ferrer (1885).
- El Libro del Niño (1892).